# 内胚窦瘤
内胚窦瘤、内胚窦层瘤（英語：Endodermal sinus tumor, EST），也成卵黄囊瘤（英語：yolk sac tumor, YST）是一类生殖细胞瘤。它也是一类最常见的小于三岁的儿童睾丸肿瘤，也被称为幼稚型胚胎性癌（英語：infantile embryonal carcinoma）。这类疾病有很好的预后；而在成人体内发现的原位癌则伴发其他种类的生殖细胞瘤，特别是畸胎瘤或胚胎性癌。畸胎瘤通常为良性肿瘤，胚胎性癌则是恶性肿瘤。

## 诊断
组织学意义的内胚窦瘤有很多分类，但是通常都包含有恶性胚胎性细胞。这些细胞分泌甲胎蛋白，所以可以通过肿瘤组织学、血浆、脑脊髓液、尿液检测发现，而非常罕见的恶性内胚窦瘤，也在羊水中被发现。当在病理活检和AFP检测中出现不一致时，结果显示内胚窦瘤的位置决定治疗措施。这因为内胚窦瘤通常在一个大型肿瘤中，并以一个小的“恶性疫源地”病发，比如是在畸胎瘤中，所以病理活检是诊断方式，此外需要兼顾甲胎蛋白的指标。一类称为“GATA-4”的转录因子也可以用于内胚窦瘤的检查和诊断。对于怀孕妇女和婴儿的内胚窦瘤诊断比较复杂，因为两类人群的甲胎蛋白（AFP）数值都非常高，需要对AFP进行更细的分析和检查。

### 病理
在显微镜下，内胚窦瘤有多数形态模式，包括网状的、内胚层窦状、显微囊型、乳头状、实体状、腺状、蜂窝状、卵黄状、肝样状等。
在组织学中的席杜二氏小体是一种特殊能确定诊断的类型，并能够在内胚层窦状中观察到。

## 治疗
最常见的治疗方式是手术和化学疗法，比如顺铂、依托泊苷、博来霉素。
在现代化学疗法应用到临床之前，这类肿瘤是高度致命的；但化疗出现后，此类疾病的预后有了非常显著提高。在合适运用手术和化疗手段后，内胚窦瘤死亡率有显著降低。

## 相关
- 生殖细胞瘤
- 睾丸癌